# Copernicia alba
Copernicia alba là loài thực vật có hoa thuộc họ Arecaceae. Loài này được Morong mô tả khoa học đầu tiên năm 1893.

## Hình ảnh

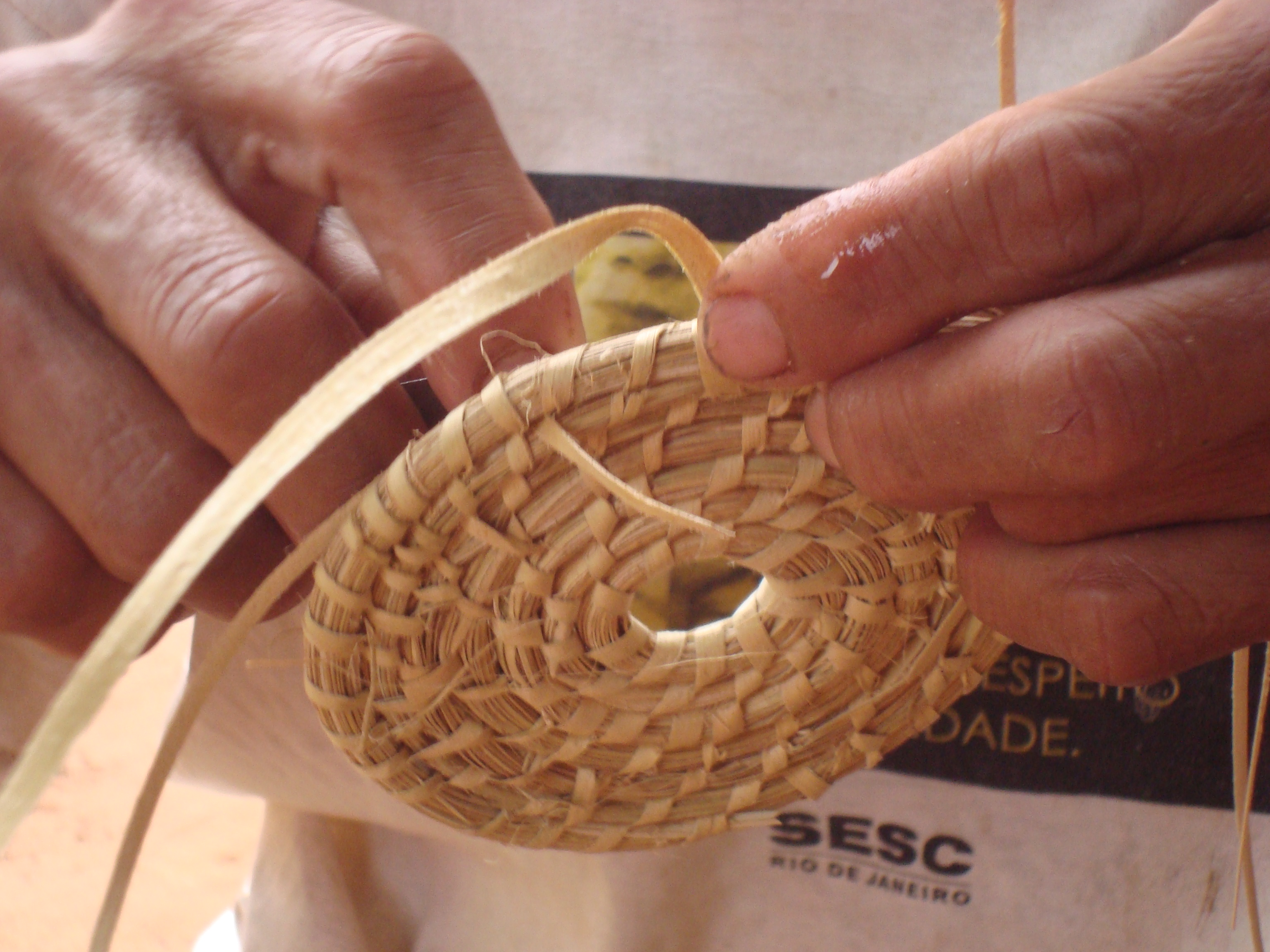
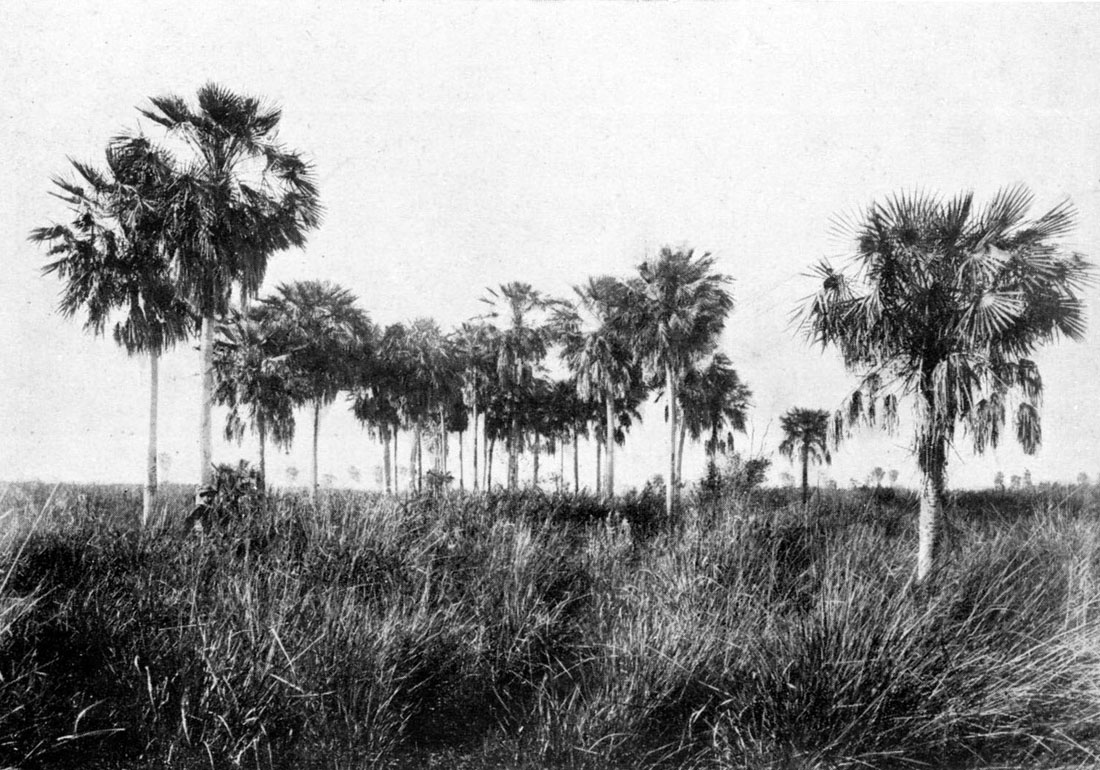
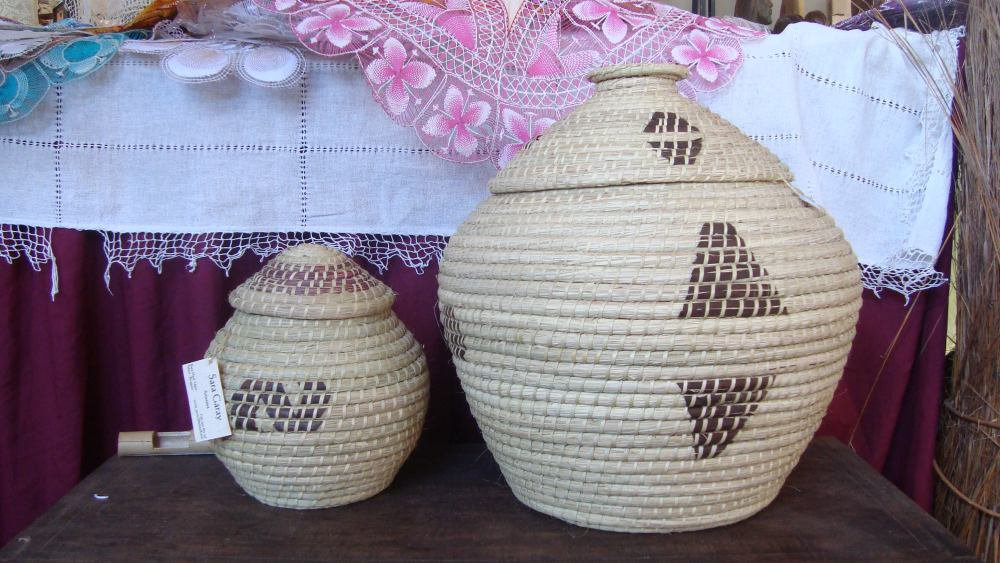
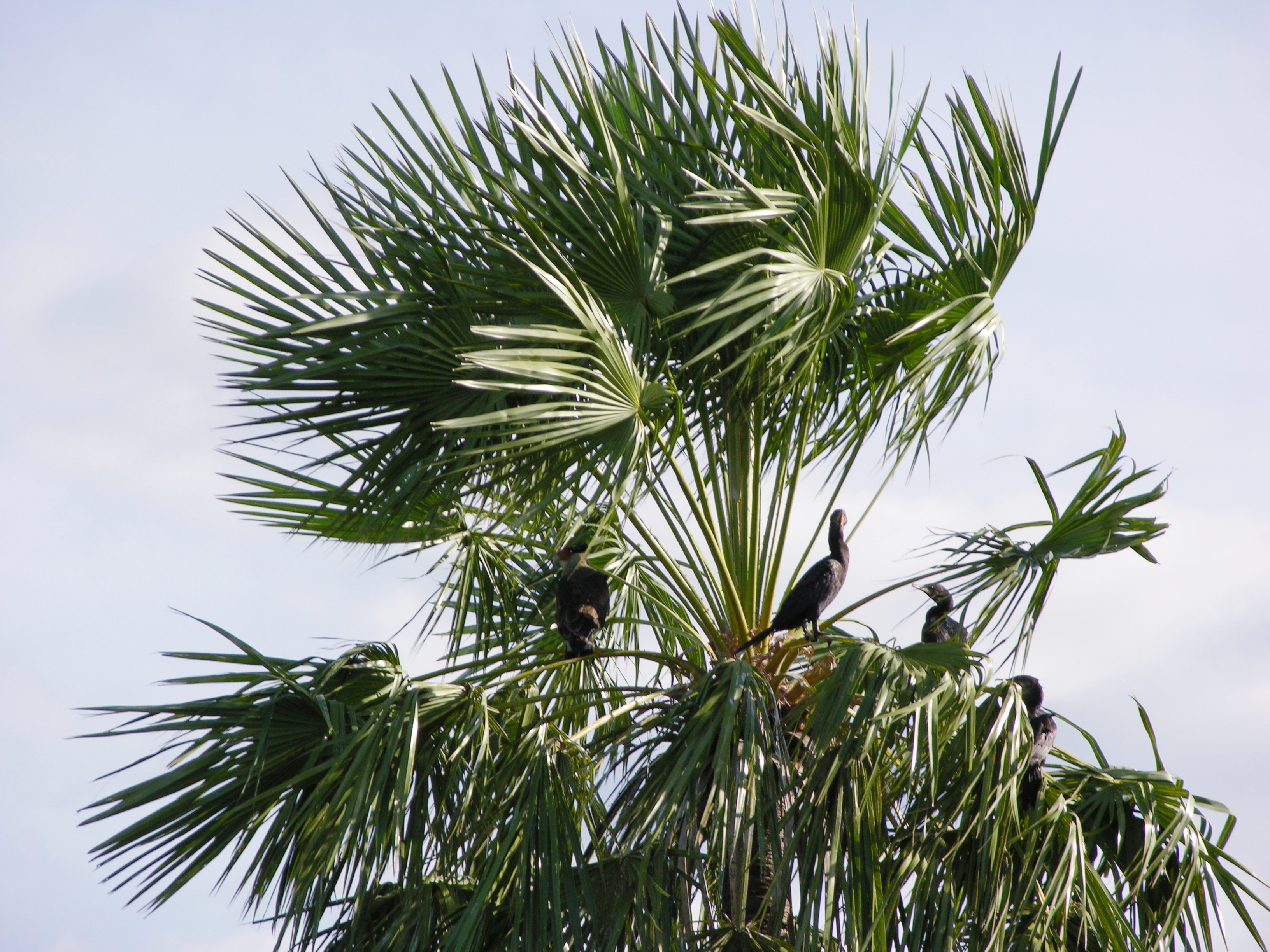